# يو شيا
يو شيا (بالصينية: 夏雨) هو ممثل صيني، ولد في 28 أكتوبر 1976 في الصين. من الجوائز التي نالها جائزة الحصان الذهبي لأفضل ممثل رئيسي ‏ سنة 1996.

## جوائز
- جائزة الحصان الذهبي لأفضل ممثل رئيسي [الإنجليزية]‏ (1996)

## وصلات خارجية
- يو شيا على موقع IMDb (الإنجليزية)
- يو شيا على موقع قاعدة بيانات الأفلام العربية
- يو شيا على موقع ألو سيني (الفرنسية)
- يو شيا على موقع ألو سيني (الفرنسية)
- يو شيا على موقع أول موفي (الإنجليزية)
- يو شيا على موقع قاعدة بيانات الفيلم (الإنجليزية)
- يو شيا على موقع كينوبويسك (الروسية)